# Хереклян (комуна)
Хереклян (рум. Hereclean) — комуна у повіті Селаж в Румунії. До складу комуни входять такі села (дані про населення за 2002 рік):
- Бадон (660 осіб)
- Бокшица (146 осіб)
- Гуруслеу (610 осіб)
- Діошод (1007 осіб)
- Панік (897 осіб)
- Хереклян (442 особи) — адміністративний центр комуни

Комуна розташована на відстані 393 км на північний захід від Бухареста, 7 км на північ від Залеу, 68 км на північний захід від Клуж-Напоки.

## Населення
За даними перепису населення 2002 року у комуні проживали 3762 особи.
Національний склад населення комуни:
| Національність | Кількість осіб | Відсоток |
| -------------- | -------------- | -------- |
| угорці         | 2301           | 61,2%    |
| румуни         | 1431           | 38,0%    |
| цигани         | 30             | 0,8%     |

Рідною мовою назвали:
| Мова      | Кількість осіб | Відсоток |
| --------- | -------------- | -------- |
| угорська  | 2300           | 61,1%    |
| румунська | 1431           | 38,0%    |
| циганська | 30             | 0,8%     |
| німецька  | 1              | < 0,1%   |

Склад населення комуни за віросповіданням:
| Релігія                                       | Кількість осіб | Відсоток |
| --------------------------------------------- | -------------- | -------- |
| реформати                                     | 2064           | 54,9%    |
| православні                                   | 1379           | 36,7%    |
| баптисти                                      | 200            | 5,3%     |
| греко-католики                                | 42             | 1,1%     |
| п'ятдесятники                                 | 32             | 0,9%     |
| римо-католики                                 | 11             | 0,3%     |
| адвентисти                                    | 8              | 0,2%     |
| лютерани (Синодально-пресвітеріанська церква) | 1              | < 0,1%   |
| не релігійні                                  | 1              | < 0,1%   |